# ヤムヤム・ガール
『ヤムヤム・ガール』（Under the Yum Yum Tree）は、1963年のアメリカ合衆国の映画。出演はジャック・レモンなど。

## キャスト
※括弧内は日本語吹替（初回放送1971年5月10日『月曜ロードショー』）
- ホーガン：ジャック・レモン（愛川欽也）
- ロビン：キャロル・リンレイ（鈴木弘子）
- デビッド：ディーン・ジョーンズ（羽佐間道夫）
- アイリーン：エディ・アダムス（藤波京子）
- ドーカス：イモジーン・コカ（初井言栄）
- マーフィー：ポール・リンド（勝田久）
- チャールズ：ロバート・ランシング（村越伊知郎）
- アーディス：ジョイ・ハーモン

## スタッフ
- 監督・脚本：デヴィッド・スウィフト
- 製作：フレデリック・ブリッソン
- 原作戯曲：ローレンス・ロマン
- 撮影：ジョセフ・バイロック
- 音楽：フランク・デ・ヴォール
- 歌：サミー・カーン

### 日本語版
- 演出：本田保則
- 翻訳：栗山康子
- 調整：山下欽也
- 効果：芦田公雄、熊耳勉
- 制作：東北新社